# Feliks Rezdrih
Feliks Rezdrih, slovenski komunist, partizan, politični komisar, častnik in prvoborec, * 1901, Vrhnika pri Ložu.
Leta 1940 je vstopil v KPS, leto pozneje pa v NOB. Opravljal je dolžnosti političnega komisarja bataljona, sekretarja okrožnega komiteja KP Ribnica in bil član SNOSa.

## Napredovanja
- rezervni major (?)

## Odlikovanja
- red bratstva in enotnosti I. stopnje
- red bratstva in enotnosti II. stopnje
- red za hrabrost
- red zaslug za ljudstvo II. stopnje
- partizanska spomenica 1941